# Benoît Delépine
Benoît Delépine född 30 augusti 1958 i Paris, Frankrike är en skådespelare och regissör.

## Filmografi (urval)
- 1998 - Michael Kael contre la World News Company
- 1998 - Arga män utan ben